# Cédric Roussel
Ne doit pas être confondu avec Cédric Roussel (homme politique).
Pour les articles homonymes, voir Roussel.
Cédric Roussel, né le 6 janvier 1978 à Mons en Belgique et mort le 24 juin 2023 dans la même ville est un footballeur international belge qui jouait au poste d'avant-centre.

## Biographie
Cédric Roussel commence sa carrière à la RAA Louviéroise alors en division 2.
En 1998, il découvre la division 1 avec le KAA La Gantoise. 
L'année suivante, il quitte la Belgique et part en Angleterre, tout d'abord à Coventry City puis aux Wolverhampton Wanderers. 
En 2002, de par son manque de temps de jeu, il est alors prêté une saison au RAEC Mons. Il se classe meilleur buteur de la saison 2003 avec 22 buts (ex aequo avec Wesley Sonck). 
Il rejoint en 2003 le KRC Genk puis l'année suivante, le Rubin Kazan. Mais seulement six mois après son arrivée, il demande à revenir en Belgique où il sera prêté, dès janvier 2005, au Standard de Liège, où il restera 18 mois.
Sans avoir quasiment joué en Russie, il est finalement transféré par son club au SV Zulte-Waregem en juin 2006.
En 2007, il revient au RAEC Mons où il signe un contrat de trois ans. Cependant, malgré une très bonne saison 2009-2010 où il termine meilleur buteur de l'équipe, la direction décide de ne pas renouveler son contrat.
L’attaquant, alors âgé de 32 ans et libre de tout contrat, semble alors se diriger vers le club écossais de Kilmarnock, mais les négociations n'aboutissent finalement pas.
Il s’engage alors pour un an avec le club chypriote de l’AEK Larnaca.
Mais après seulement une semaine, il rompt son contrat d'un commun accord. Alors que l'on évoquait comme raison un échec aux tests physiques, il explique que la rupture de contrat est lié à des problèmes de versement de salaire.
Finalement, le 15 septembre 2010, il s'engage pour trois saisons en faveur du Football Couillet La Louvière, club de Promotion belge.
En 2011, il est transféré au RUS Beloeil, en 1re provinciale du Hainaut.
Il est sélectionné à deux reprises en équipe nationale : le 12 février 2003, en amical contre l'Algérie, puis le 11 octobre 2003, contre l'Estonie, dans le cadre des éliminatoires de l'Euro 2004.
Il meurt brutalement le 24 juin 2023 alors qu'il est attablé en terrasse, victime d'une crise cardiaque, les secours ne sont pas parvenus à le réanimer.

## Statistiques

### En club
| Saison                | Club                     | Championnat           | Championnat | Championnat | Championnat | Coupe nationale | Coupe nationale | Coupe nationale | Coupe de la Ligue | Coupe de la Ligue | Coupe de la Ligue | Supercoupe | Supercoupe | Supercoupe | Compétition(s) continentale(s) | Compétition(s) continentale(s) | Compétition(s) continentale(s) | Compétition(s) continentale(s) | Autres compétitions | Autres compétitions | Autres compétitions | Autres compétitions | Belgique | Belgique | Belgique | Total | Total | Total |
| Saison                | Club                     | Division              | M.          | B.          | P.d.        | M.              | B.              | P.d.            | M.                | B.                | P.d.              | M.         | B.         | P.d.       | Comp.                          | M.                             | B.                             | P.d.                           | Comp.               | M.                  | B.                  | P.d.                | M.       | B.       | P.d.     | M.    | B.    | P.d.  |
| 1994-1995             | RAA louviéroise          | Division 2            | 10          | 5           | 0           | -               | -               | -               | -                 | -                 | -                 | -          | -          | -          | -                              | -                              | -                              | -                              | -                   | -                   | -                   | -                   | -        | -        | -        | 10    | 5     | 0     |
| 1995-1996             | RAA louviéroise          | Division 2            | 32          | 8           | 0           | 2               | 0               | 0               | -                 | -                 | -                 | -          | -          | -          | -                              | -                              | -                              | -                              | -                   | -                   | -                   | -                   | -        | -        | -        | 34    | 8     | 0     |
| 1996-1997             | RAA louviéroise          | Division 2            | 33          | 18          | 0           | 2               | 1               | 0               | -                 | -                 | -                 | -          | -          | -          | -                              | -                              | -                              | -                              | -                   | -                   | -                   | -                   | -        | -        | -        | 35    | 19    | 0     |
| 1997-1998             | RAA louviéroise          | Division 2            | 32          | 19          | 0           | 1               | 0               | 0               | -                 | -                 | -                 | -          | -          | -          | -                              | -                              | -                              | -                              | -                   | -                   | -                   | -                   | -        | -        | -        | 33    | 19    | 0     |
| Sous-total            | Sous-total               | Sous-total            | 107         | 50          | 0           | 5               | 1               | 0               | -                 | -                 | -                 | -          | -          | -          | -                              | -                              | -                              | -                              | -                   | -                   | -                   | -                   | -        | -        | -        | 112   | 51    | 0     |
| 1998-1999             | KAA La Gantoise          | Division 1            | 31          | 8           | 0           | 1               | 0               | 0               | 1                 | 1                 | 0                 | -          | -          | -          | -                              | -                              | -                              | -                              | -                   | -                   | -                   | -                   | -        | -        | -        | 33    | 9     | 0     |
| 1999-2000             | KAA La Gantoise          | Division 1            | 4           | 3           | 0           | -               | -               | -               | -                 | -                 | -                 | -          | -          | -          | -                              | -                              | -                              | -                              | -                   | -                   | -                   | -                   | -        | -        | -        | 4     | 3     | 0     |
| Sous-total            | Sous-total               | Sous-total            | 35          | 11          | 0           | 1               | 0               | 0               | 1                 | 1                 | 0                 | -          | -          | -          | -                              | -                              | -                              | -                              | -                   | -                   | -                   | -                   | -        | -        | -        | 37    | 12    | 0     |
| 1999-2000             | Coventry City (prêt)     | Premier League        | 22          | 6           | 2           | 2               | 2               | 0               | -                 | -                 | -                 | -          | -          | -          | -                              | -                              | -                              | -                              | -                   | -                   | -                   | -                   | -        | -        | -        | 24    | 8     | 2     |
| 2000-2001             | Coventry City            | Premier League        | 16          | 2           | 0           | -               | -               | -               | 1                 | 0                 | 0                 | -          | -          | -          | -                              | -                              | -                              | -                              | -                   | -                   | -                   | -                   | -        | -        | -        | 17    | 2     | 0     |
| Sous-total            | Sous-total               | Sous-total            | 38          | 8           | 2           | 2               | 2               | 0               | 1                 | 0                 | 0                 | -          | -          | -          | -                              | -                              | -                              | -                              | -                   | -                   | -                   | -                   | -        | -        | -        | 41    | 10    | 2     |
| 2000-2001             | Wolverhampton Wanderers  | First Division        | 9           | 0           | 0           | -               | -               | -               | -                 | -                 | -                 | -          | -          | -          | -                              | -                              | -                              | -                              | -                   | -                   | -                   | -                   | -        | -        | -        | 9     | 0     | 0     |
| 2001-2002             | Wolverhampton Wanderers  | First Division        | 17          | 2           | 0           | 1               | 0               | 0               | 1                 | 0                 | 0                 | -          | -          | -          | -                              | -                              | -                              | -                              | -                   | -                   | -                   | -                   | -        | -        | -        | 19    | 2     | 0     |
| Sous-total            | Sous-total               | Sous-total            | 26          | 2           | 0           | 1               | 0               | 0               | 1                 | 0                 | 0                 | -          | -          | -          | -                              | -                              | -                              | -                              | -                   | -                   | -                   | -                   | -        | -        | -        | 28    | 2     | 0     |
| 2002-2003             | RAEC Mons (prêt)         | Division 1            | 33          | 22          | 0           | 1               | 0               | 0               | -                 | -                 | -                 | -          | -          | -          | -                              | -                              | -                              | -                              | -                   | -                   | -                   | -                   | 1        | 0        | 0        | 35    | 22    | 0     |
| 2003-2004             | KRC Genk                 | Division 1            | 31          | 14          | 3           | 1               | 0               | 0               | -                 | -                 | -                 | -          | -          | -          | CI                             | 2                              | 0                              | 0                              | -                   | -                   | -                   | -                   | 1        | 0        | 0        | 35    | 14    | 3     |
| 2004                  | Rubin Kazan              | Premier-Liga          | 6           | 1           | 0           | -               | -               | -               | -                 | -                 | -                 | -          | -          | -          | C3                             | 1                              | 0                              | 0                              | -                   | -                   | -                   | -                   | -        | -        | -        | 7     | 1     | 0     |
| 2004-2005             | Standard de Liège (prêt) | Division 1            | 10          | 5           | 1           | 1               | 0               | 0               | -                 | -                 | -                 | -          | -          | -          | C3                             | -                              | -                              | -                              | -                   | -                   | -                   | -                   | -        | -        | -        | 11    | 5     | 1     |
| 2005-2006             | Standard de Liège (prêt) | Division 1            | 5           | 0           | 0           | 1               | 0               | 0               | -                 | -                 | -                 | -          | -          | -          | -                              | -                              | -                              | -                              | -                   | -                   | -                   | -                   | -        | -        | -        | 6     | 0     | 0     |
| 2005-2006             | BSC Old Boys (prêt)      | Super League          | -           | -           | -           | 2               | 0               | 0               | -                 | -                 | -                 | -          | -          | -          | -                              | -                              | -                              | -                              | -                   | -                   | -                   | -                   | -        | -        | -        | 2     | 0     | 0     |
| 2006-2007             | SV Zulte Waregem         | Division 1            | 14          | 4           | 3           | 1               | 0               | 0               | -                 | -                 | -                 | 1          | 0          | 0          | C3                             | 3                              | 1                              | 0                              | -                   | -                   | -                   | -                   | -        | -        | -        | 19    | 5     | 3     |
| 2006-2007             | Brescia Calcio           | Serie B               | 3           | 0           | 0           | -               | -               | -               | -                 | -                 | -                 | -          | -          | -          | -                              | -                              | -                              | -                              | -                   | -                   | -                   | -                   | -        | -        | -        | 3     | 0     | 0     |
| Sous-total            | Sous-total               | Sous-total            | 102         | 46          | 7           | 7               | 0               | 0               | -                 | -                 | -                 | 1          | 0          | 0          | -                              | 6                              | 1                              | 0                              | -                   | -                   | -                   | -                   | 2        | 0        | 0        | 118   | 47    | 7     |
| 2007-2008             | RAEC Mons                | Division 1            | 13          | 1           | 1           | -               | -               | -               | -                 | -                 | -                 | -          | -          | -          | -                              | -                              | -                              | -                              | -                   | -                   | -                   | -                   | -        | -        | -        | 13    | 1     | 1     |
| 2008-2009             | RAEC Mons                | Division 1            | 3           | 0           | 0           | 1               | 0               | 0               | -                 | -                 | -                 | -          | -          | -          | -                              | -                              | -                              | -                              | -                   | -                   | -                   | -                   | -        | -        | -        | 4     | 0     | 0     |
| 2009-2010             | RAEC Mons                | Division 2            | 24          | 11          | 3           | 2               | 2               | 0               | -                 | -                 | -                 | -          | -          | -          | -                              | -                              | -                              | -                              | TF                  | 3                   | 0                   | 0                   | -        | -        | -        | 29    | 13    | 3     |
| Sous-total            | Sous-total               | Sous-total            | 40          | 12          | 4           | 3               | 2               | 0               | -                 | -                 | -                 | -          | -          | -          | -                              | -                              | -                              | -                              | -                   | 3                   | 0                   | 0                   | -        | -        | -        | 46    | 14    | 4     |
| Total sur la carrière | Total sur la carrière    | Total sur la carrière | 348         | 129         | 13          | 19              | 5               | 0               | 3                 | 1                 | 0                 | 1          | 0          | 0          | -                              | 6                              | 1                              | 0                              | -                   | 3                   | 0                   | 0                   | 2        | 0        | 0        | 382   | 136   | 13    |

### En sélections nationales
| Saison                | Sélection             | Campagne                    | Phases finales | Phases finales | Phases finales | Éliminatoires | Éliminatoires | Éliminatoires | Matchs amicaux | Matchs amicaux | Matchs amicaux | Total | Total | Total |
| Saison                | Sélection             | Campagne                    | Sél.           | Cap.           | Buts           | Sél.          | Cap.          | Buts          | Sél.           | Cap.           | Buts           | Sél.  | Cap.  | Buts  |
| --------------------- | --------------------- | --------------------------- | -------------- | -------------- | -------------- | ------------- | ------------- | ------------- | -------------- | -------------- | -------------- | ----- | ----- | ----- |
| 1995-1996             | Belgique -18 ans      | Euro U-18 1996              | 4              | 4              | 2              | 4             | 3             | 3             | -              | -              | -              | 8     | 7     | 5     |
| Sous-total            | Sous-total            | Sous-total                  | 4              | 4              | 2              | 4             | 3             | 3             | -              | -              | -              | 8     | 7     | 5     |
| 1994-1995             | Belgique -19 ans      | Tournoi international       | -              | -              | -              | 3             | 3             | 0             | 2              | 2              | 0              | 5     | 5     | 0     |
| Sous-total            | Sous-total            | Sous-total                  | -              | -              | -              | 3             | 3             | 0             | 2              | 2              | 0              | 5     | 5     | 0     |
| 1996-1997             | Belgique -20 ans      | Coupe du monde juniors 1997 | 4              | 3              | 0              | -             | -             | -             | -              | -              | -              | 4     | 3     | 0     |
| Sous-total            | Sous-total            | Sous-total                  | 4              | 3              | 0              | -             | -             | -             | -              | -              | -              | 4     | 3     | 0     |
| 1996-1997             | Belgique espoirs      | Euro espoirs 1998           | -              | -              | -              | 1             | 1             | 0             | -              | -              | -              | 1     | 1     | 0     |
| 1998-1999             | Belgique espoirs      | Euro espoirs 2000           | -              | -              | -              | 4             | 4             | 0             | -              | -              | -              | 4     | 4     | 0     |
| 1999-2000             | Belgique espoirs      | Euro espoirs 2000           | -              | -              | -              | 7             | 7             | 10            | -              | -              | -              | 7     | 7     | 10    |
| Sous-total            | Sous-total            | Sous-total                  | -              | -              | -              | 12            | 12            | 10            | -              | -              | -              | 12    | 12    | 10    |
| 2002-2003             | Belgique              | Euro 2004                   | -              | -              | -              | 1             | 0             | 0             | 1              | 1              | 0              | 2     | 1     | 0     |
| 2003-2004             | Belgique              | Euro 2004                   | -              | -              | -              | 1             | 1             | 0             | -              | -              | -              | 1     | 1     | 0     |
| Sous-total            | Sous-total            | Sous-total                  | -              | -              | -              | 2             | 1             | 0             | 1              | 1              | 0              | 3     | 2     | 0     |
| Total sur la carrière | Total sur la carrière | Total sur la carrière       | 8              | 7              | 2              | 21            | 19            | 13            | 3              | 3              | 0              | 32    | 29    | 15    |

#### Matchs internationaux
| Matchs internationaux de Cédric Roussel | Matchs internationaux de Cédric Roussel | Matchs internationaux de Cédric Roussel | Matchs internationaux de Cédric Roussel | Matchs internationaux de Cédric Roussel | Matchs internationaux de Cédric Roussel | Matchs internationaux de Cédric Roussel | Matchs internationaux de Cédric Roussel                          |
| #                                       | Date                                    | Lieu                                    | Adversaire                              | Résultat                                | Compétition                             | Club                                    | Notes                                                            |
| --------------------------------------- | --------------------------------------- | --------------------------------------- | --------------------------------------- | --------------------------------------- | --------------------------------------- | --------------------------------------- | ---------------------------------------------------------------- |
| 1                                       | 12 février 2003                         | Stade du 19-Mai-1956, Annaba, Algérie   | Algérie                                 | V 3 - 1                                 | Match amical                            | RAEC Mons                               | Entre en jeu à la place de Émile Mpenza à la 80e minute de jeu.  |
| -                                       | 29 mars 2003                            | Stade Maksimir, Zagreb, Croatie         | Croatie                                 | D 0 - 4                                 | Éliminatoires de l'Euro 2004            | RAEC Mons                               | Remplaçant.                                                      |
| 2                                       | 11 octobre 2003                         | Stade Maurice Dufrasne, Liège, Belgique | Estonie                                 | V 2 - 0                                 | Éliminatoires de l'Euro 2004            | KRC Genk                                | Entre en jeu à la place de Thomas Buffel à la 87e minute de jeu. |

## Palmarès

### En club
|  |  | Standard de Liège - Championnat de Belgique : - Vice-champion : 2006 |  | SV Zulte Waregem - Supercoupe de Belgique : - Finaliste : 2006 |

### Distinctions personnelles
- Meilleur buteur du championnat de Belgique de football 2002-2003.